# Provincia di Trieste
La provincia di Trieste (pokrajina Trst in sloveno) è una "unità non amministrativa" del Friuli-Venezia Giulia.
Come ente amministrativo è stata sostituita nel 2017 dall'Unione Territoriale Intercomunale Giuliana e poi, nel 2020, dall'ente di decentramento regionale di Trieste. Questi due enti hanno ricalcato i confini ed ereditato alcune strutture della precedente provincia. Rimane invece inalterata come circoscrizione delle amministrazioni statali sul territorio ed è classificata dall'Istituto nazionale di statistica come unità territoriale sovracomunale non amministrativa.
È la meno estesa delle province italiane (appena 212 km², meno di alcuni comuni), a causa della perdita dei territori del Carso, ceduti alla Jugoslavia dopo la fine del secondo conflitto mondiale.
È anche la provincia italiana con meno comuni (6) e la quarta per densità abitativa.

## Geografia fisica

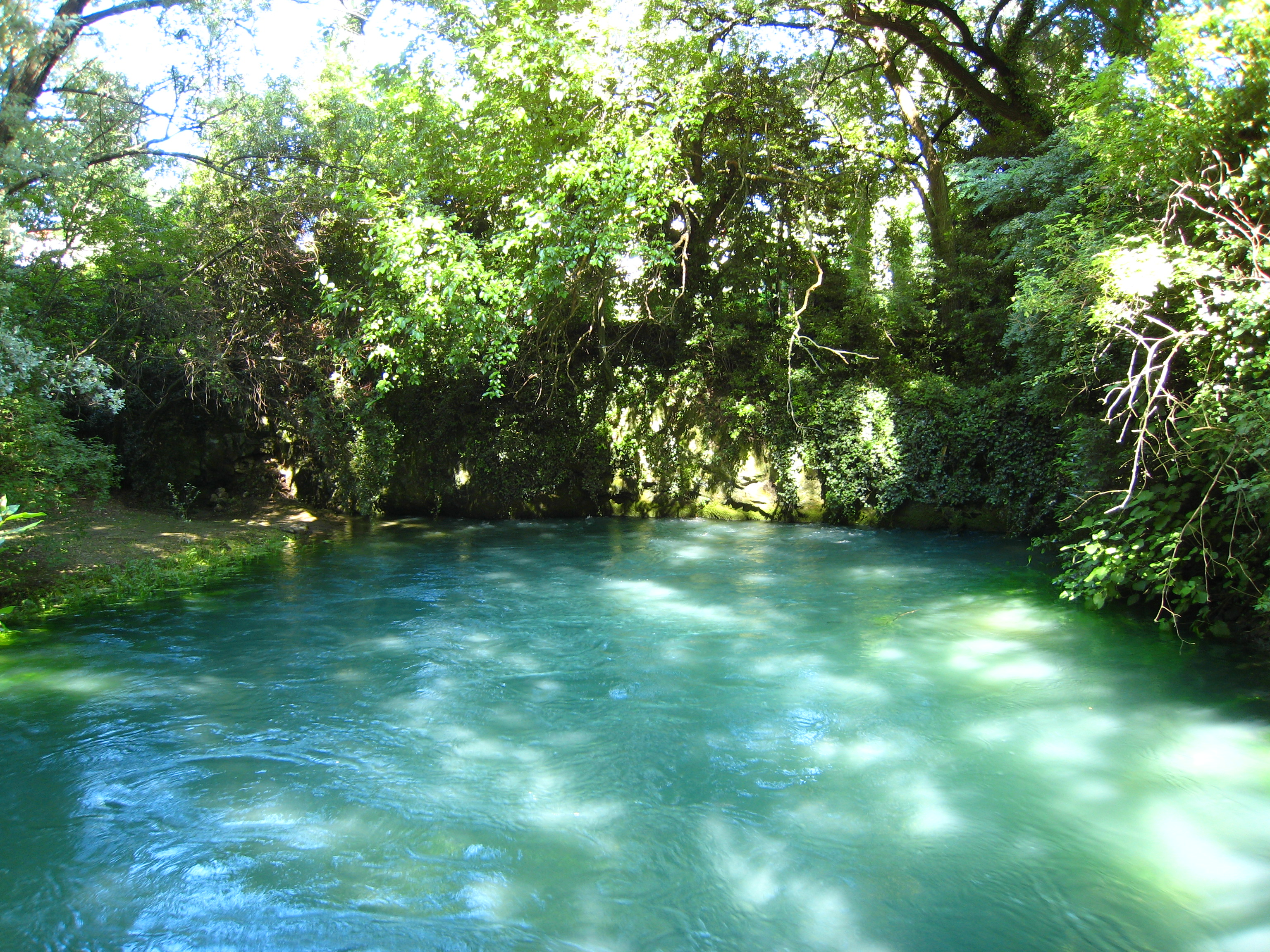
Una delle risorgive del Timavo

Il territorio provinciale è quasi interamente compreso nel comprensorio del Carso. 
Fino al 1947 la provincia era suddivisa in 30 comuni su una superficie di 1 278 km². Nel 1938 la popolazione residente era di 351 595 abitanti con una densità di 76 ab./km². Solo i 212 km² citati sopra sono rimasti all'Italia.
Il territorio provinciale è compreso in una stretta (5–10 km) striscia di terra lunga circa 30 km, che si estende tra il mare e l'altopiano del Carso (a circa 400 metri sul livello del mare) da nord-ovest (provincia di Gorizia, Monfalcone, golfo di Panzano) a sud-est (Trieste), confinando a est con la Slovenia (litorale) e ad ovest con il golfo di Trieste (nel mare Adriatico). La sua peculiarità, viste le dimensioni, è l'assoluta centralità logistica della città rispetto agli altri comuni, nei fatti una sorta di quartieri in parte conglobati nel tessuto urbano. Tra Trieste e Muggia si trova la baia di Muggia.
Vari sono gli esempi di carsismo: doline, grotte (la più nota delle quali è la Grotta Gigante accessibile al pubblico) e campi solcati. Vi è la quasi assenza di acqua di superficie, se si esclude il fiume Timavo, qualche altro corso d'acqua minore nella parte meridionale della provincia e qualche modesto stagno.
Riguardo alla tutela ambientale, troviamo la Riserva naturale marina di Miramare (presso il Castello di Miramare), e, sempre sulla costa la 'riserva naturale delle Falesie di Duino, mentre nell'entroterra sono situate le riserve naturali del Monte Lanaro, del Monte Orsario e della Val Rosandra.

## Comuni
La provincia comprende 6 comuni (dati popolazione aggiornati al 31 dicembre 2024): 
| Stemma | Comune                                 | Abitanti | Superficie (km²) | Densità (ab/km²) | Altitudine (m s.l.m.) | Frazioni |
| ------ | -------------------------------------- | -------- | ---------------- | ---------------- | --------------------- | --- |
|        | Duino-Aurisina/Devin-Nabrežina         | 8 186    | 45,17            | 181,23           | da 2 a 330            | Aurisina/Nabrežina, Aurisina Cave/Nabrežina Kamnolomi, Aurisina Santa Croce/Nabrežina Križ, Ceroglie dell'Ermada/Cerovlje, Duino/Devin, Malchina/Mavhinje, Medeazza/Medjevas, Precenico di Comeno/Prečnik pri Komnu, Prepotto di San Pelagio/Praprot, San Giovanni di Duino/Štivan, San Pelagio/Šempolaj, Sistiana/Sesljan, Slivia/Slivno, Ternova Piccola/Trnovca, Villaggio del Pescatore/Ribiško Naselje, Visogliano/Vižovlje           |
|        | Monrupino/Repentabor                   | 838      | 12,68            | 66,09            | 418                   | Col, Fernetti/Fernetiči, Repen |
|        | Muggia/Milje                           | 12 703   | 13,66            | 929,94           | 2                     | Aquilinia/Žavlje, Belpoggio/Beloglav, Boa, Borgo Fonderia, Chiampore/Čampore, Farnei, Fontanella, Lazzaretto/Lazaret, Piasò, Pisciolon, Punta Sottile, Rabuiese/Rabujez, Riostorto, San Bartolomeo/Sveti Jernej, San Rocco, Santa Barbara/Korošci, Stramare/Štramar, Vanisella, Vignano/Vinjan, Zindis |
|        | San Dorligo della Valle/Dolina         | 5 678    | 24,51            | 231,66           | 106                   | Bagnoli della Rosandra/Boljunec, Bagnoli Superiore/Gornji Konec, Botazzo/Botač, Caresana/Mačkolje, Crociata/Križpot, Crogole/Kroglje, Dolina (sede comunale), Domio/Domjo, Draga, Francovez/Frankovec, Grozzana/Gročana, Hervati/Hrvati, Lacotisce/Lakotišče, Log, Mattonaia/Krmenka, Moccò/Zabrežec, Monte d'Oro/Mont, Pesek, Prebeneg, Puglie/Pulje, San Giuseppe della Chiusa/Ricmanje, Sant'Antonio in Bosco/Boršt, San Lorenzo/Jezero |
|        | Sgonico/Zgonik                         | 1 976    | 31,31            | 63,11            | 278                   | Borgo Grotta Gigante/Briščiki, Bristie/Brišče, Campo Sacro/Božje Polje, Colludrozza/Koludrovca, Devincina/Devinščina, Gabrovizza San Primo/Gabrovec, Rupinpiccolo/Repnič, Sagrado del Carso/Zagradec, Sales/Salež, Samatorza/Samatorca, Stazione di Prosecco/Proseška Postaja |
|        | Trieste/Trst                           | 198 668  | 84,49            | 2 351,38         | da 2 a 674            | Santa Croce/Križ, Grignano/Grljan, Miramare/Miramar, Prosecco/Prosek, Contovello/Kontovel, Opicina/Opčine, Banne/Bani, Conconello/Ferlugi, Trebiciano/Trebče, Gropada, Padriciano/Padriče, Longera/Lonjer, Basovizza/Bazovica |
|        | Provincia di Trieste/Tržaška Pokrajina | 228 049  | 211,82           | 1 076,62         | da 2 a 674            | |

## Storia
Il Litorale austriaco, poi ribattezzato Venezia Giulia, che fu assegnato all'Italia nel 1920 con il trattato di Rapallo (con ritocchi del suo confine nel 1924 dopo il trattato di Roma) e che fu poi ceduto alla Jugoslavia nel 1947 con i trattati di Parigi
     Aree annesse all'Italia nel 1920 e rimaste italiane anche dopo il 1947
     Aree annesse all'Italia nel 1920, passate al Territorio Libero di Trieste nel 1947 con i trattati di Parigi e assegnate definitivamente all'Italia nel 1975 con il trattato di Osimo
     Aree annesse all'Italia nel 1920, passate al Territorio Libero di Trieste nel 1947 con i trattati di Parigi e assegnate definitivamente alla Jugoslavia nel 1975 con il trattato di Osimo

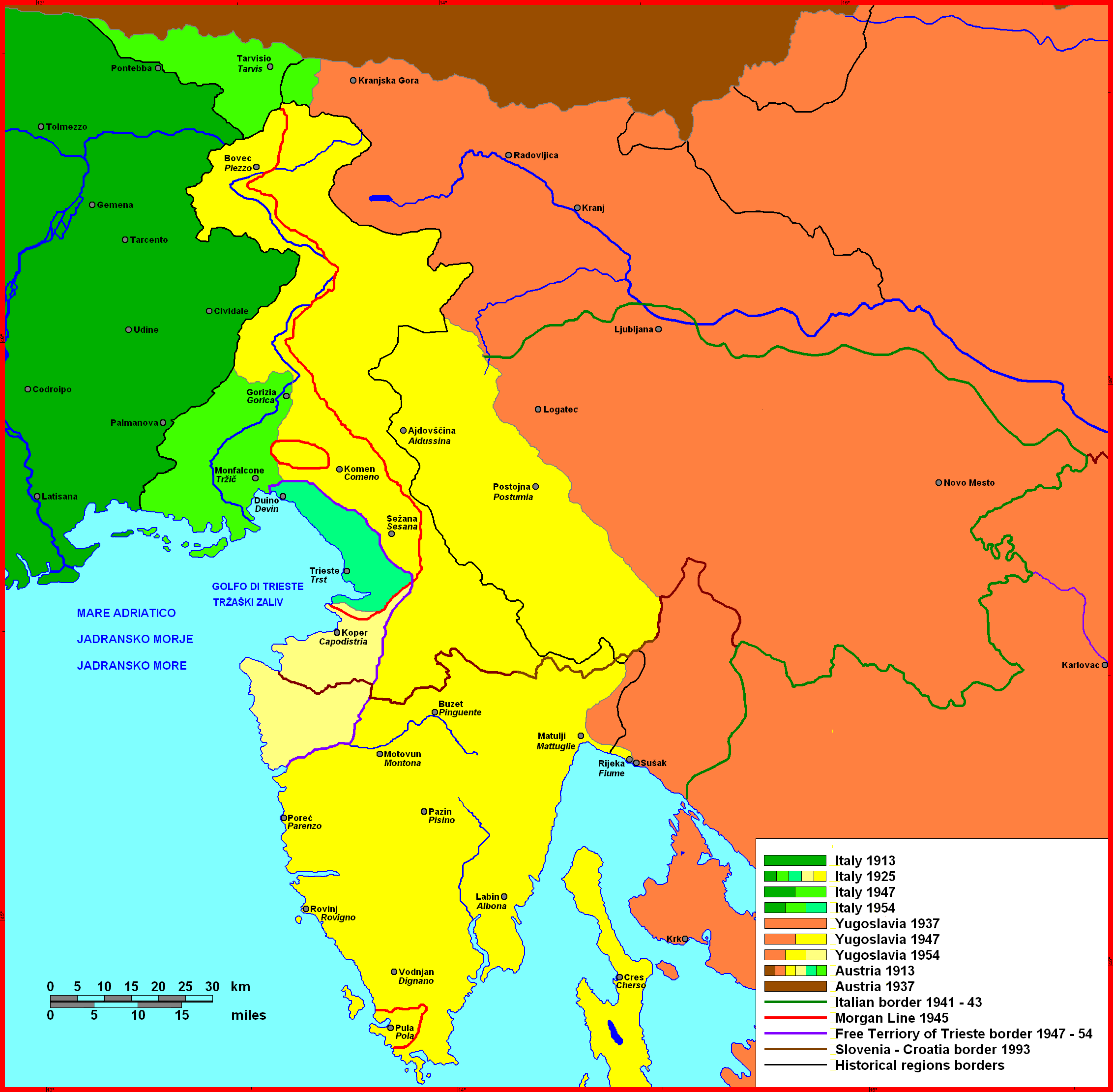
Modifiche al confine orientale italiano dal 1920 al 1975.
Il Litorale austriaco, poi ribattezzato Venezia Giulia, che fu assegnato all'Italia nel 1920 con il trattato di Rapallo (con ritocchi del suo confine nel 1924 dopo il trattato di Roma) e che fu poi ceduto alla Jugoslavia nel 1947 con i trattati di Parigi
Aree annesse all'Italia nel 1920 e rimaste italiane anche dopo il 1947
Aree annesse all'Italia nel 1920, passate al Territorio Libero di Trieste nel 1947 con i trattati di Parigi e assegnate definitivamente all'Italia nel 1975 con il trattato di Osimo
Aree annesse all'Italia nel 1920, passate al Territorio Libero di Trieste nel 1947 con i trattati di Parigi e assegnate definitivamente alla Jugoslavia nel 1975 con il trattato di Osimo

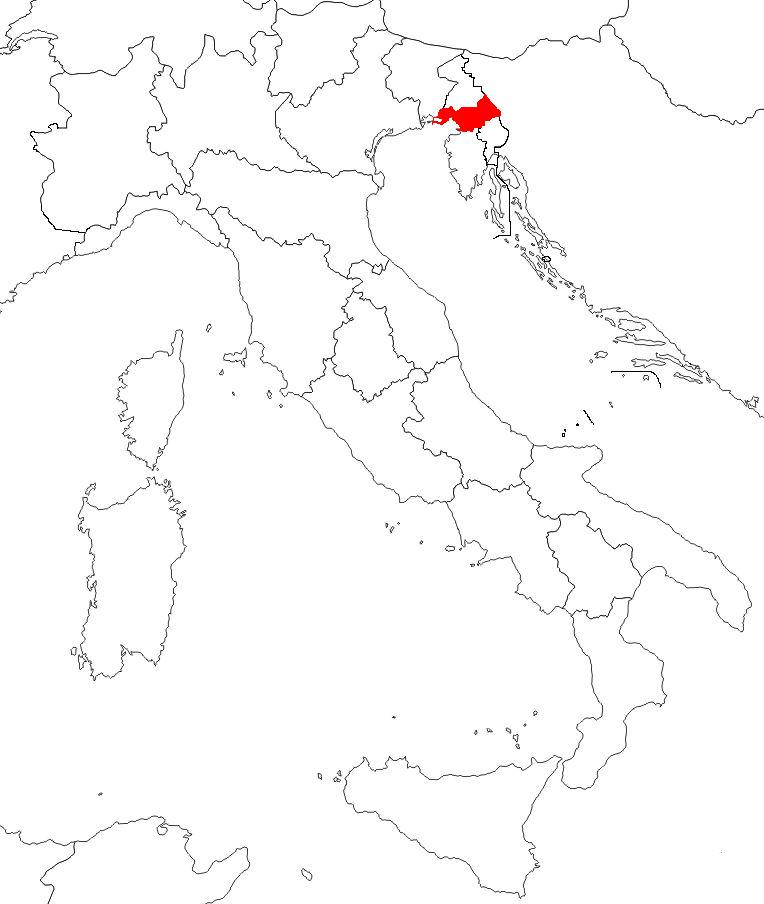
Mappa dell'Italia, in rosso la vecchia provincia di Trieste (1922-1947).

Divisione amministrativa dell'Istria e del Quarnaro dal 1924 al 1947 con segnate la provincia di Trieste (colore verde), la provincia di Gorizia (blu), la provincia di Pola (giallo) e la provincia di Fiume (rosso)

Il territorio, già parte del litorale austriaco, venne annesso all'Italia con il trattato di Rapallo del novembre 1920. La provincia di Trieste venne istituita con regio decreto n. 1353 del 17 ottobre 1922, che creò la prefettura di Trieste ponendo fine al peculiare assetto amministrativo giuliano che, tramite il Commissariato generale civile della Venezia Giulia, aveva di fatto prolungato la struttura istituzionale asburgica del litorale, nella quale il capoluogo regionale godeva di una gestione separata, indipendente da qualsiasi autorità provinciale.
La nuova provincia comprendeva anche la bassa valle dell'Isonzo con i suoi affluenti, fin quasi a Gradisca, oltre all'entroterra carsico triestino. Dopo varie razionalizzazioni amministrative che soppressero numerosi municipi, la provincia finì per comprendere 30 comuni.
Durante la seconda guerra mondiale e in seguito all'armistizio di Cassibile, la provincia fu occupata dalla Germania nazista e inserita nella Zona d'operazioni del Litorale adriatico (OZAK) pur mantenendo la sua identità. il 23 ottobre 1944 il gauleiter Friedrich Rainer nominò Bruno Coceani capo della Provincia di Trieste con generalità di poteri sul suo territorio. La zona di operazioni prefigurava una forma di annessione del territorio al Terzo Reich che non avvenne. Ad esempio, le squadre sportive del territorio continuarono a partecipare ai tornei italiani, come la Triestina nel campionato dell'Alta Italia.

Gonfalone della provincia

Nel 1945, i tedeschi furono espulsi dalla provincia dai comunisti jugoslavi, i quali procedettero all'incorporazione della provincia nella Repubblica Socialista Federale di Jugoslavia: l'annessione venne proclamata il 5 maggio, dichiarando che la Venezia Giulia sarebbe stata da quel momento la settima repubblica federativa slava. La reazione degli Alleati fu tuttavia pronta, tanto che Tito fu costretto il 9 giugno ad un compromesso portante la divisione della vecchia provincia in due settori, uno jugoslavo, dove la dissoluzione delle vecchie amministrazioni fu praticamente totale, ed uno in consegna dell'AMGOT dove le vecchie magistrature furono mantenute seppur sostituite ai loro vertici da ufficiali alleati.
Nel 1947, con il trattato di Parigi, la provincia fu suddivisa in tre parti:
- una parte, a maggioranza italiana, comprendente la Bisiacaria e Monfalcone, a nord del Locavaz, rimase all'Italia e fu incorporata nella provincia di Gorizia;
- una parte, a maggioranza slovena, oltre le prime alture del Carso, sulla linea Ermada-Lanaro-Cocusso, fu annessa alla Jugoslavia; tra le cittadine passate alla Jugoslavia vi furono Postumia con le sue famose grotte, Sesana e Lipizza
- una parte, comprendente la fascia costiera fino al confine meridionale con la provincia di Pola, passò a costituire la zona A del Territorio Libero di Trieste, sotto tutela anglo-statunitense. Tale zona, comprendente anche la città di Trieste, fu nel 1954 ceduta all'amministrazione italiana e nel 1975 con il Trattato di Osimo divenne definitivamente italiana.Provincia di Trieste nel periodo 1922-1947; i confini riportati non corrispondono esattamente a quelli dell'epoca poiché sono state utilizzate le divisioni amministrative attuali.

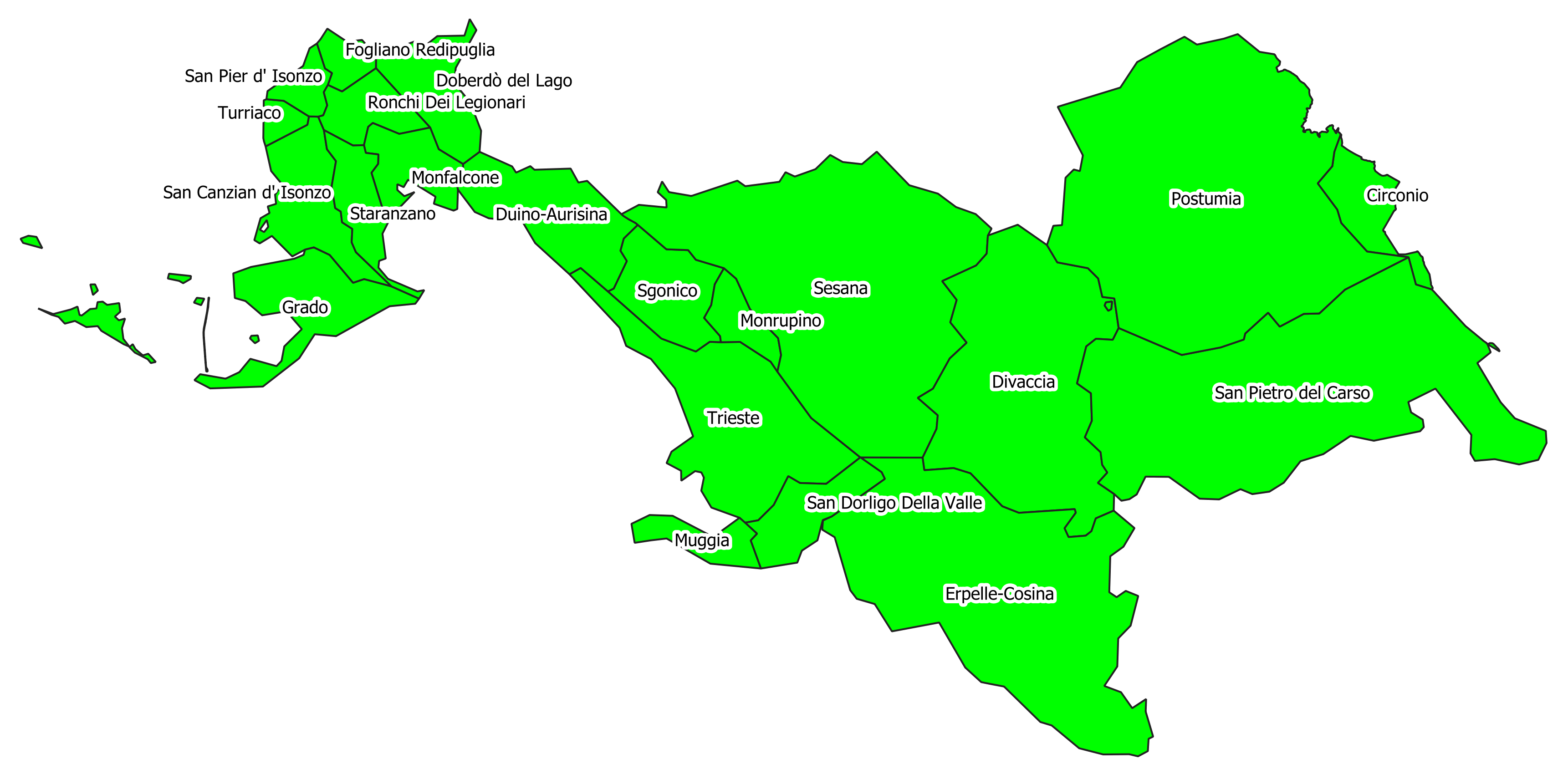
Provincia di Trieste nel periodo 1922-1947; i confini riportati non corrispondono esattamente a quelli dell'epoca poiché sono state utilizzate le divisioni amministrative attuali.

Ai sensi della L.R. 26/2014 e successive modifiche la provincia di Trieste è stata messa in liquidazione dal 1º gennaio 2017 ed è stata definitivamente cancellata il 30 settembre 2017. Le funzioni della Provincia sono state trasferite all'UTI Giuliana (in seguito abolita e sostituita dall'ente di decentramento regionale di Trieste), alla Regione e ai Comuni.

### Suddivisione amministrativa storica

#### Circondari
All'atto dell'istituzione, la provincia era suddivisa in 2 circondari, a loro volta suddivisi in 5 mandamenti e 46 comuni:
- circondario di Trieste
  - mandamento di Trieste
    - Trieste, Muggia, San Dorligo della Valle

  - mandamento di Sesana
    - Alber di Sesana, Capriva nel Carso, Corgnale, Duttogliano, Nacla San Maurizio, Poverio, Roditti, Rupin Grande, San Giacomo in Colle, Scoppo, Sesana, Sgonico, Storie, Tomadio

  - mandamento di Monfalcone
    - Aurisina, Doberdò del Lago, Duino, Fogliano di Monfalcone, Grado, Malchina, Monfalcone, Ronchi di Monfalcone, San Canzian d'Isonzo, San Pelagio, San Pier d'Isonzo, Slivia, Staranzano, Turriaco
- circondario di Postumia
  - mandamento di Postumia
    - Bucuie, Caccia, Cossana, Postumia, San Michele di Postumia, San Pietro del Carso, Villa Slavina

  - mandamento di Senosecchia
    - Auremo di Sopra, Cave Auremiane, Crenovizza, Famie, Lase, Sinadole, Senosecchia, Villabassa di Senosecchia

#### Elenco dei comuni fino al 1947
Nel 1947, a seguito del trattato di pace di Parigi, rimasero all'Italia 9 comuni su 30, altri 6 entrarono nella zona A del Territorio Libero di Trieste (TLT), mentre i restanti 15 furono ceduti alla Jugoslavia. Tutti i comuni rimasti italiani, avendo perso il loro precedente capoluogo, nel 1947 furono riaggregati alla provincia di Gorizia, di cui avevano fatto parte fino al 1923. I 6 comuni della zona A del TLT ritornarono all'Italia nel 1954 e formarono la nuova piccola provincia di Trieste.
| N. | Nome italiano             | Nome sloveno      | Codice catastale   | Stato attuale   | Comune attuale                         | Eventi accaduti durante il periodo di appartenenza all'Italia                                                                 |
| -- | ------------------------- | ----------------- | ------------------ | --------------- | -------------------------------------- | --- |
| -  | Alber di Sesana           | Avber             | A148               | Slovenia        | Sesana                                 | Già Auber prima del fascismo Comune soppresso e annesso a Tomadio nel 1927.                                                   |
| -  | Auremo di Sopra           | Gornje Vreme      | A498               | Slovenia        | Divaccia                               | Comune soppresso e annesso a Cave Auremiane nel 1927.                                                                         |
| -  | Aurisina                  | Nabrežina         | A500               | Italia          | Duino-Aurisina                         | Già Nabresina prima del fascismo Comune soppresso e annesso a Duino-Aurisina nel 1928.                                        |
| 1  | Bucuie                    | Bukovje           | B244               | Slovenia        | Postumia                               | |
| -  | Caccia                    | Kačja vas         | B318               | Slovenia        | Postumia                               | Già frazione di Montenero d'Idria sotto l'Austria Comune soppresso e annesso a Postumia nel 1925.                             |
| -  | Capriva del Carso         | Kopriva           | B713               | Slovenia        | Sesana                                 | Già Capriva prima del fascismo Comune soppresso e annesso a Duttogliano nel 1927.                                             |
|    | Cave Auremiane            | Vremski Britof    | C391               | Slovenia        | Divaccia                               | Già Britova prima del fascismo.                                                                                               |
| 3  | Corgnale                  | Lokev             | D002               | Slovenia        | Sesana                                 | |
| 4  | Cossana                   | Košana            | D090               | Slovenia        | Piuca                                  | |
| 5  | Crenovizza                | Hrenovice         | D153               | Slovenia        | Postumia                               | |
| 6  | Doberdò del Lago          | Doberdob          | D312               | Italia          | Doberdò del Lago                       | Già Doberdò prima del fascismo Comune della Provincia di Trieste dal 1923 al 1947.                                            |
| 7  | Duino                     | Devin             | D382 / D383        | Italia          | Duino-Aurisina                         | Ridenominato Duino-Aurisina nel 1928.                                                                                         |
| 8  | Duttogliano               | Dutovlje          | D389               | Slovenia        | Sesana                                 | |
| -  | Famie                     | Famlje            | D485               | Slovenia        | Divaccia                               | Già Famlie prima del fascismo Comune soppresso e annesso a Cave Auremiane nel 1927.                                           |
| 9  | Fogliano di Monfalcone    | Foljan pri Tržiči | D645               | Italia          | Fogliano Redipuglia                    | Già Fogliano prima del fascismo Ridenominato Fogliano Redipuglia nel 1939 Comune della Provincia di Trieste dal 1923 al 1947. |
| 10 | Grado                     | Gradež            | E125               | Italia          | Grado                                  | Comune della Provincia di Trieste dal 1923 al 1947.                                                                           |
| -  | Lase                      | Laže              | E460               | Slovenia        | Divaccia                               | Comune soppresso e annesso a Senosecchia nel 1926.                                                                            |
| -  | Malchina                  | Mavhinje          | E849               | Italia          | Duino-Aurisina                         | Già Malchinie prima del fascismo Comune soppresso e annesso a Duino-Aurisina nel 1928.                                        |
| 11 | Monfalcone                | Tržič             | F356               | Italia          | Monfalcone                             | Comune della Provincia di Trieste dal 1923 al 1947.                                                                           |
| 12 | Muggia                    | Milje             | F795               | Italia          | Muggia Capodistria                     | |
| 13 | Nacla San Maurizio        | Naklo             | F834 / D308 / D307 | Slovenia        | Divaccia                               | Ridenominato Divaccia San Canziano nel 1928 Ridenominato Divaccia Grotte del Timavo nel 1940.                                 |
| 14 | Postumia                  | Postojna          | G941               | Slovenia        | Postumia                               | Ridenominato Postumia Grotte nel 1935.                                                                                        |
| -  | Poverio                   | Povir             | G946               | Slovenia        | Sesana                                 | Già Povir prima del fascismo Comune soppresso e annesso a Sesana nel 1927.                                                    |
| 15 | Rupingrande               | Repen             | H237 / F378        | Italia Slovenia | Monrupino Sesana                       | Già Repno prima del fascismo Ridenominato Monrupino nel 1932.                                                                 |
| -  | Roditti                   | Rodik             | H482               | Slovenia        | Divaccia                               | Già Rodic prima del fascismo Comune soppresso e annesso a Nacla San Maurizio nel 1926.                                        |
| 16 | Ronchi di Monfalcone      | Ronke             | H531               | Italia          | Ronchi dei Legionari                   | Già Ronchi prima del fascismo Ridenominato Ronchi dei Legionari nel 1925 Comune della Provincia di Trieste dal 1923 al 1947.  |
| 17 | San Canzian d'Isonzo      | Škocjan ob Soči   | H78                | Italia          | San Canzian d'Isonzo                   | Già San Canziano prima del fascismo Comune della Provincia di Trieste dal 1923 al 1947.                                       |
| 18 | San Dorligo della Valle   | Dolina            | D324               | Italia Slovenia | San Dorligo della Valle Erpelle-Cosina | Già Dolina prima del fascismo.                                                                                                |
| 19 | San Giacomo in Colle      | Štjak             | H871               | Slovenia        | Sesana Comeno                          | |
| 20 | San Michele di Postumia   | Šmihel            | I044               | Slovenia        | Postumia                               | |
| -  | San Pelagio               | Šempolaj          | I078               | Italia          | Duino-Aurisina                         | Comune soppresso e annesso a Duino-Aurisina nel 1928.                                                                         |
| 21 | San Pietro del Carso      | Pivka             | I100               | Slovenia        | Piuca                                  | . |
| 22 | San Pier d'Isonzo         | Špeter ob Soči    | I082               | Italia          | San Pier d'Isonzo                      | Già San Pietro dell'Isonzo prima del fascismo Comune della Provincia di Trieste dal 1923 al 1947.                             |
| -  | Scoppo                    | Skopo             | I547               | Slovenia        | Sesana                                 | Comune soppresso e annesso a Duttogliano nel 1927.                                                                            |
| -  | Senadole                  | Senadole          | I746               | Slovenia        | Divaccia                               | Comune soppresso e annesso a Senosecchia nel 1926.                                                                            |
| 23 | Senosecchia               | Senožeče          | I616               | Slovenia        | Divaccia                               | |
| 24 | Sesana                    | Sežana            | I674               | Slovenia        | Sesana                                 | |
| 25 | Sgonico                   | Zgonik            | I715               | Italia          | Sgonico                                | |
| -  | Slivia                    | Slivno            | I770               | Italia          | Duino-Aurisina                         | Già Slivno prima del fascismo Comune soppresso e annesso a Duino-Aurisina nel 1928.                                           |
| 26 | Staranzano                | Štarancan         | I939               | Italia          | Staranzano                             | Comune della Provincia di Trieste dal 1923 al 1947.                                                                           |
| -  | Storie                    | Štorje            | I961               | Slovenia        | Sesana                                 | Comune soppresso e annesso a Sesana nel 1927.                                                                                 |
| 27 | Tomadio                   | Tomaj             | L198               | Slovenia        | Sesana                                 | Già Tomai prima del fascismo.                                                                                                 |
| 28 | Trieste                   | Trst              | L424               | Italia          | Trieste                                | . |
| 29 | Turriaco                  | Turjak            | L474               | Italia          | Turriaco                               | Comune della Provincia di Trieste dal 1923 al 1947.                                                                           |
| -  | Villabassa di Senosecchia | Dolenja Vas       | L915               | Slovenia        | Divaccia                               | Già Bassano prima del fascismo Comune soppresso e annesso a Senosecchia nel 1926.                                             |
| 30 | Villa Slavina             | Slavina           | M024               | Slovenia        | Postumia                               | Già Slavina prima del fascismo.                                                                                               |

### Simboli
Lo stemma venne concesso con regio decreto del 22 settembre 1927. Si tratta di una rielaborazione del sigillo comunale trecentesco, rimasto in uso fino al 1516, a sua volta ispirato a monete vescovili datate 1202. il "vallo romano" non corrisponde ad una costruzione realmente esistita ma allude all'antica cintura difensiva romana. Dal 1933 al 1943 lo stemma era ornato con il capo del Littorio.
Il gonfalone, concesso con RD del 21 ottobre 1937, è un drappo di azzurro.
La bandiera è un drappo di azzurro caricato dello stemma provinciale.

## Società

### Evoluzione demografica
Abitanti censiti; in verde la popolazione residente entro i vecchi confini provinciali
Alla fine del 2006 si contavano 237 049 abitanti, di cui 13.436 stranieri (5,7%). Nello stesso anno i nati vivi sono stati 1 792 (7,6‰), i morti 3 372 (14,2‰), con un decremento di 1 580 (-6,7%), valore tra i più bassi d'Italia. Le famiglie contano in media 1,9 componenti, mentre la nuzialità nel 2005 era di 4,0 matrimoni ogni mille abitanti, dei quali il 20,7% si è svolto con rito religioso.

## Economia
L'economia provinciale si basa sul terziario (assicurazioni, commercio, turismo), mentre rimangono di notevole importanza le industrie, concentrate nel capoluogo; in crescita l'agricoltura con prodotti di qualità come l'olio d.o.p. Tergeste e i vini del Carso.
Di fondamentale importanza le attività portuali.

## Uso della lingua slovena
L'uso della lingua slovena nei rapporti con l'amministrazione pubblica è regolato dalla legge 482/99 e dalla legge 38/01.
Tutti i giovani residenti nella Provincia di Trieste hanno la possibilità di frequentare scuole con lingua di insegnamento slovena. Il programma di insegnamento in queste scuole è analogo a quello previsto per le scuole italiane e le ore dedicate all'insegnamento della lingua e letteratura italiana sono le stesse dedicate all'insegnamento della lingua e letteratura slovena.
|                                |                                |  |       |       |
| ------------------------------ | ------------------------------ |  | ----- | ----- |
| madrelingua italiana (275 597) | madrelingua italiana (275 597) |  | 91,8% | 91,8% |
| madrelingua slovena (24 706)   | madrelingua slovena (24 706)   |  | 8,2%  | 8,2%  |

## Turismo

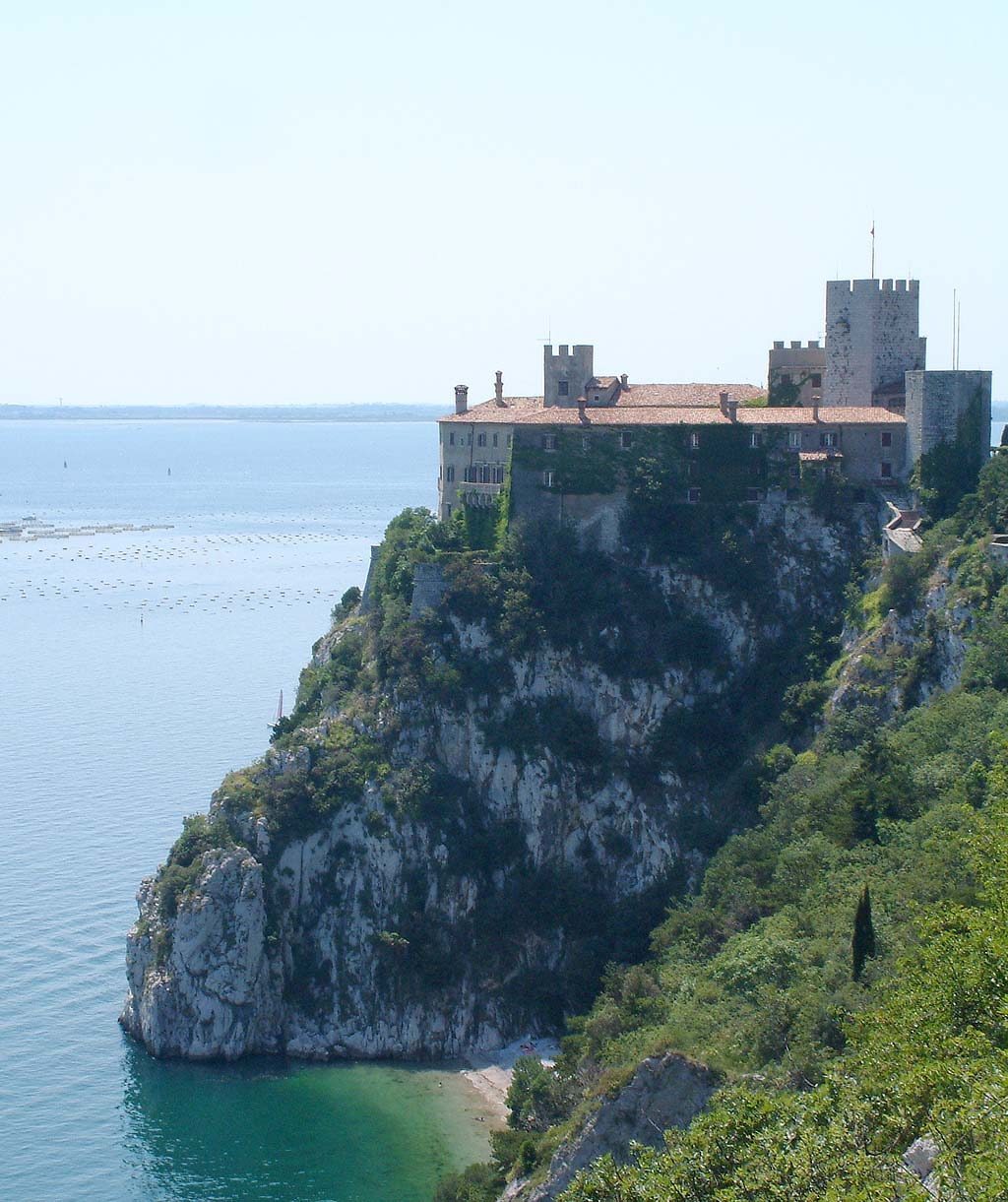
Il castello di Duino

Il Presidente della Repubblica Francesco Cossiga in visita alla foiba di Basovizza

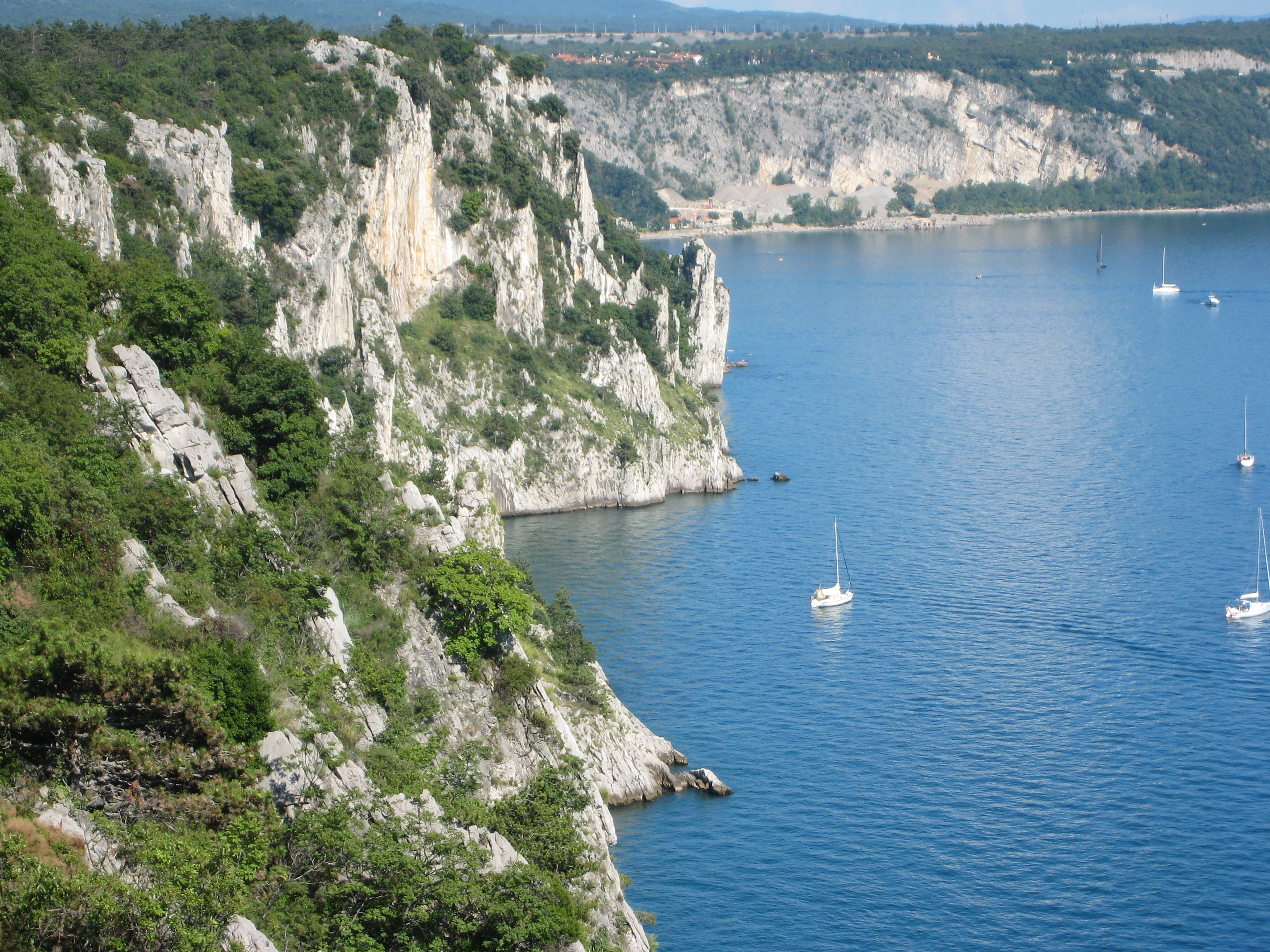
Vista sulle falesie dal Sentiero Rilke

Il turismo nella provincia è principalmente a carattere storico-culturale nel comune di Trieste, mentre gli altri comuni sviluppano le attrattive naturali come la Grotta Gigante, nel comune di Sgonico, o in quello di Duino-Aurisina le risorgive del Timavo, senza dimenticare lo storico castello di Duino; importante il turismo balneare (Sistiana, Grignano).

### Monumenti e luoghi d'interesse
- Castellieri celtici
- Giardino botanico Carsiana
- Casa carsica a Monrupino
- Grotta Gigante
- Grotta Torri di Slivia
- Val Rosandra
  - Acquedotto romano della Val Rosandra
  - Cappella Santa Maria in Siaris (1100)
- Muggia (cittadina istroveneta)
- Castello di Duino
- Castello di Muggia
- Baia di Sistiana
- Monte Ermada (trincee e fortificazioni austroungariche della prima guerra mondiale)
- Santuario mariano di Monte Grisa
- Santuario di Monrupino
- Stagno di Percedol
- Risorgive del Timavo
- Mitreo di Duino
- Foiba di Basovizza
- Foiba di Monrupino

## Infrastrutture e trasporti

### Ferrovie
La provincia è attraversata dalle linee nazionali Tarvisio - Trieste e Venezia - Trieste che collegano la zona con il resto d'Italia ed internazionali con la Slovenia. La stazione più importante, dotata di diversi collegamenti è quella di Trieste Centrale, alcuni treni metropolitani per Monfalcone (M40) fermano a Sistiana-Visogliano, Bivio d'Aurisina, Miramare. Le linee per la Slovenia partono da Villa Opicina. La città è collegata dalla seconda metà del 1800 con Vienna tramite la Ferrovia Meridionale e la Ferrovia Transalpina, ma sulle linee, nel tratto urbano, non circolano più treni internazionali.

### Strade

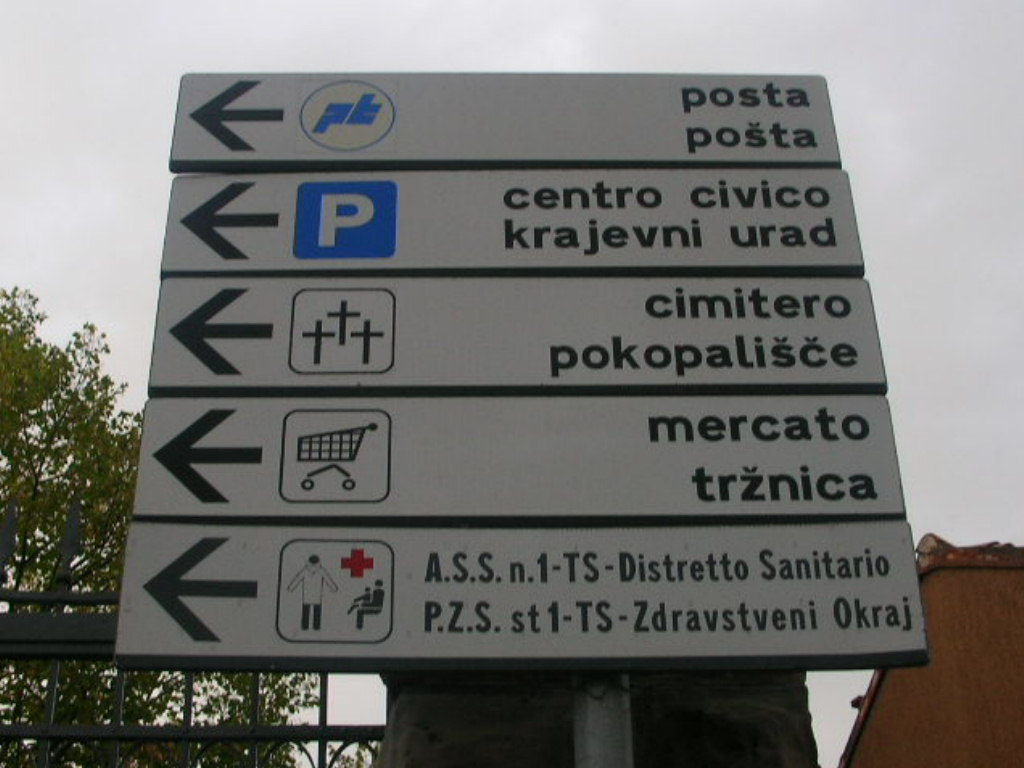
Cartelli direzionali bilingui a Opicina (comune di Trieste)

La provincia è un nodo fondamentale nei collegamenti stradali e ferroviari fra il Nord Italia e l'Est Europa. Sul suo territorio sono presenti importanti valichi confinari con la Slovenia.
Autostrade e raccordi:
- Serenissima: dal confine della provincia presso il Lisert fino a Sistiana;
- Raccordo autostradale 13 dall'allacciamento con l'A4 presso Sistiana a Padriciano (intera estensione);
- Raccordo autostradale 14 dall'allacciamento con il RA13 presso Opicina fino al valico di Fernetti (intera estensione).

Strade statali
- Strada statale 14 della Venezia Giulia: dal confine provinciale presso il Lisert fino al valico di Pesek (comprende anche la Costiera);
- Strada statale 15 Via Flavia: da Trieste fino al valico di Rabuiese (intera estensione);
- SS15 Raccordo: da Trieste a Cattinara (Via Brigata Casale) (intera estensione);
- Strada statale 55 dell'Isonzo: da San Giovanni di Duino fino al confine provinciale;
- Strada statale 58 della Carniola: da Trieste fino al valico di Fernetti (intera estensione);
- Strada statale 202 Triestina: dal porto di Trieste fino a Cattinara (intera estensione).

Strade provinciali

### Trasporto pubblico
I trasporti pubblici nella provincia sono gestiti dalla Trieste Trasporti. Sono 56 le linee gestite dalla società, che oltre a consentire gli spostamenti nel centro della città collegano i borghi della provincia con il capoluogo; tra queste c'è anche una caratteristica linea tranviaria a funicolare, la tranvia Trieste-Opicina. Vi sono anche 4 linee serali, operanti però solo nel capoluogo, ed 11 linee notturne.

### Trasporto marittimo
Il porto di Trieste è uno dei maggiori del Mediterraneo sia per traffico petrolifero (grazie alla presenza di un oleodotto che collega la città con Ingolstadt, in Baviera) sia per traffico container. Il traffico passeggeri, dopo qualche decennio di assenza, grazie alla entrata della vicina Slovenia nell'Unione europea, sta tornando a svilupparsi nuovamente.
Sono presenti nella provincia anche una serie di porticcioli (Muggia, Sistiana, Duino, Grignano, Barcola) collegati con il centro della città da linee annuali e stagionali gestite dalla Trieste Trasporti.

## Sport
Calcio: L'Unione Sportiva Triestina Calcio 1918 milita nel campionato di Serie C.
Basket: La Pallacanestro Trieste milita nella Lega Basket Serie A
Pallamano:
La Pallamano Trieste milita nella Serie A - 1ª Divisione Nazionale.

## Amministrazione

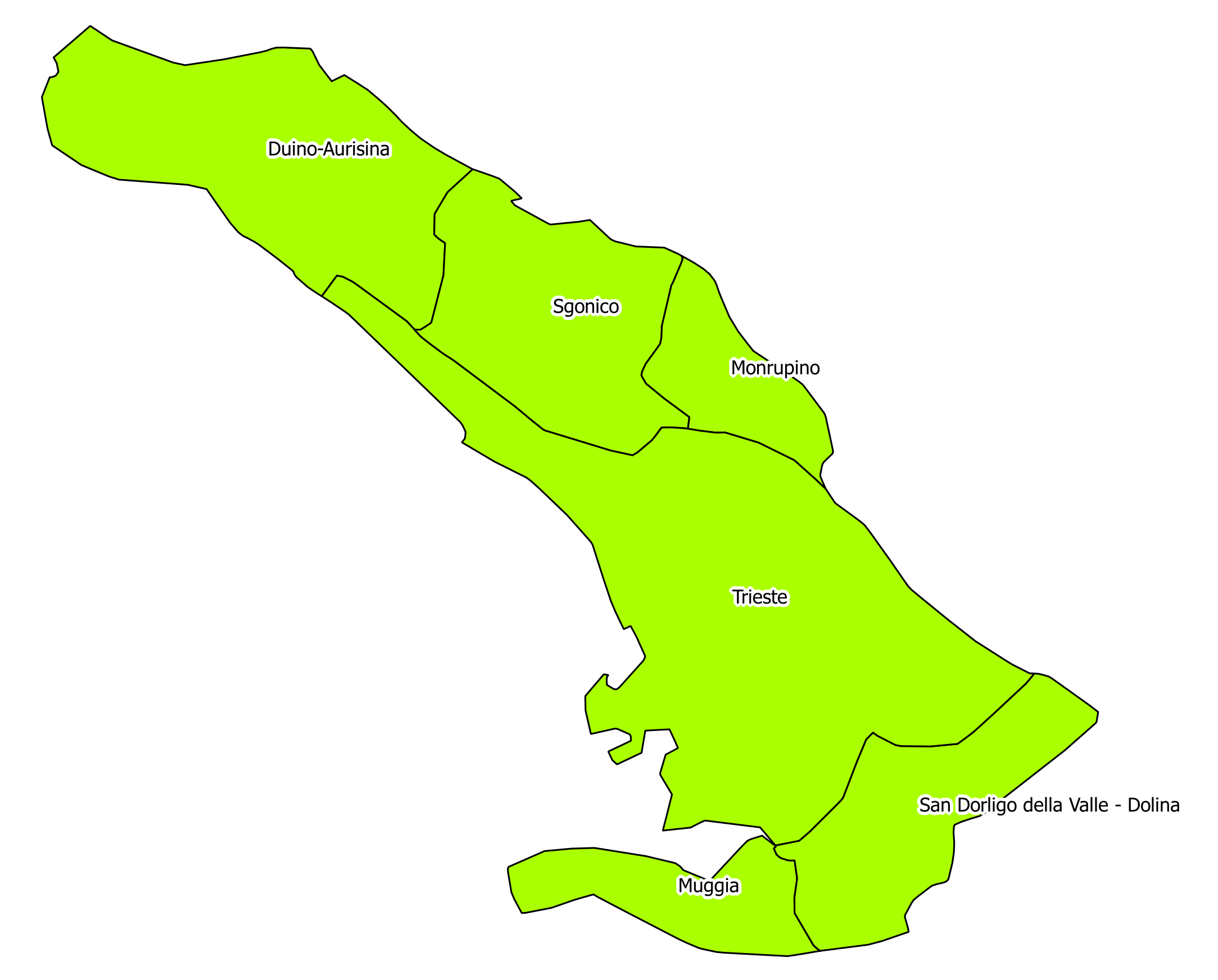
Mappa della provincia con i nomi dei comuni

La provincia di Trieste è la più piccola d'Italia per numero di comuni ed estensione, a causa della cessione di territori alla Jugoslavia dopo l'ultima guerra mondiale.
Nel territorio provinciale si trovava la Comunità montana del Carso, abolita da diversi anni, che comprendeva i comuni di Duino-Aurisina, Sgonico, Monrupino e San Dorligo della Valle.
Il comune di Sgonico ha organizzato assieme al comune sloveno di Comeno l'istituzione del Distretto transfrontaliero del Carso nell'ambito del progetto Interreg IIIA dell'Unione europea. Ne fanno parte i comuni di Duino-Aurisina, Monrupino, Trieste e San Dorligo della Valle. Aderiscono all'iniziativa comunitaria Savogna d'Isonzo e Doberdò del Lago nella provincia di Gorizia e i comuni sloveni di Sesana, Divaccia, Erpelle-Cosina e Merna-Castagnevizza. Grazie a questa iniziativa anche la provincia di Trieste ha potuto ritrovare comunicazione con parte dei territori perduti nel conflitto mondiale, favorendo il rilancio commerciale del porto di Trieste, della provincia stessa e dell'intero distretto transfrontaliero.

## Galleria d'immagini

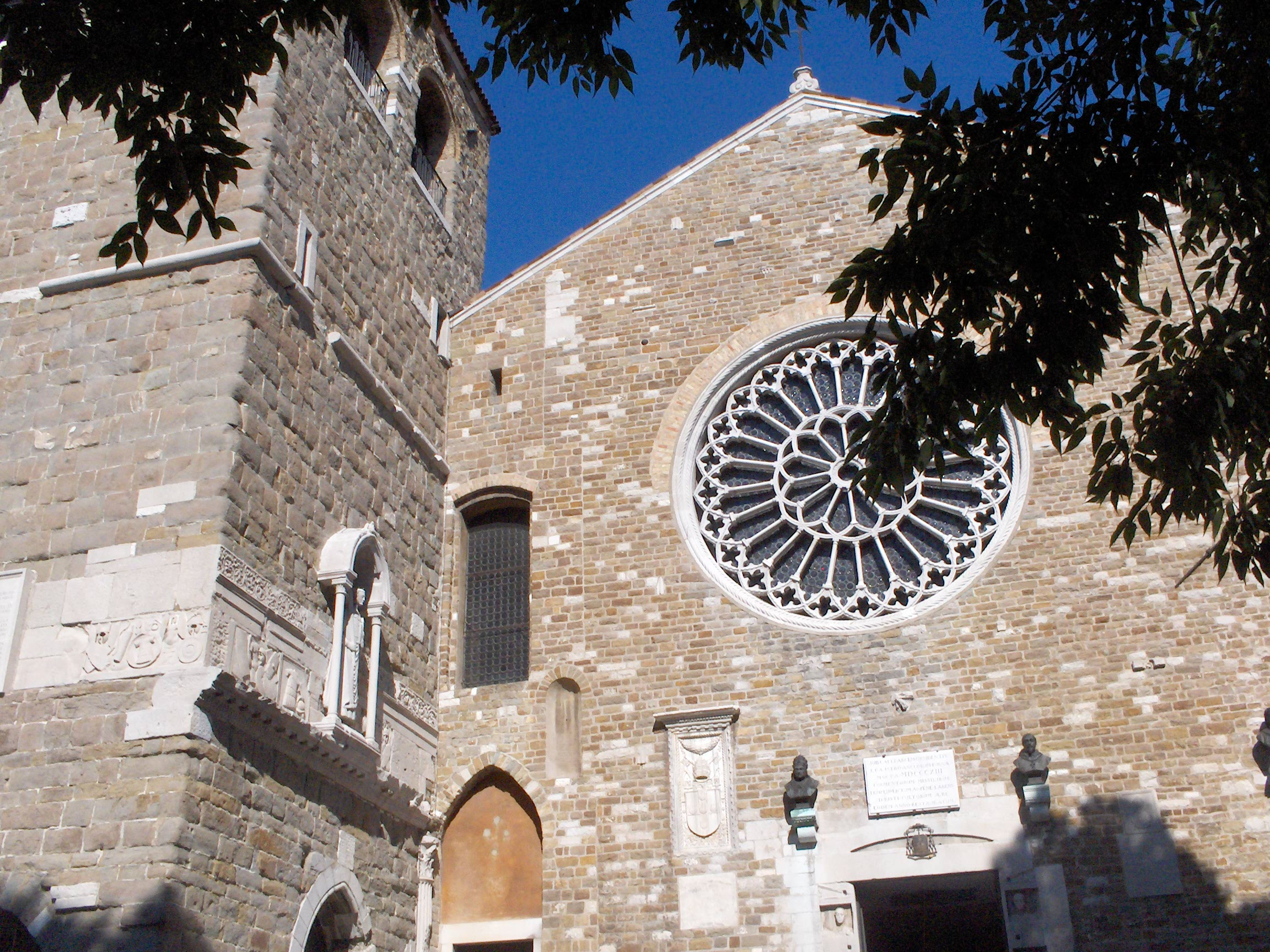
Trieste - Cattedrale
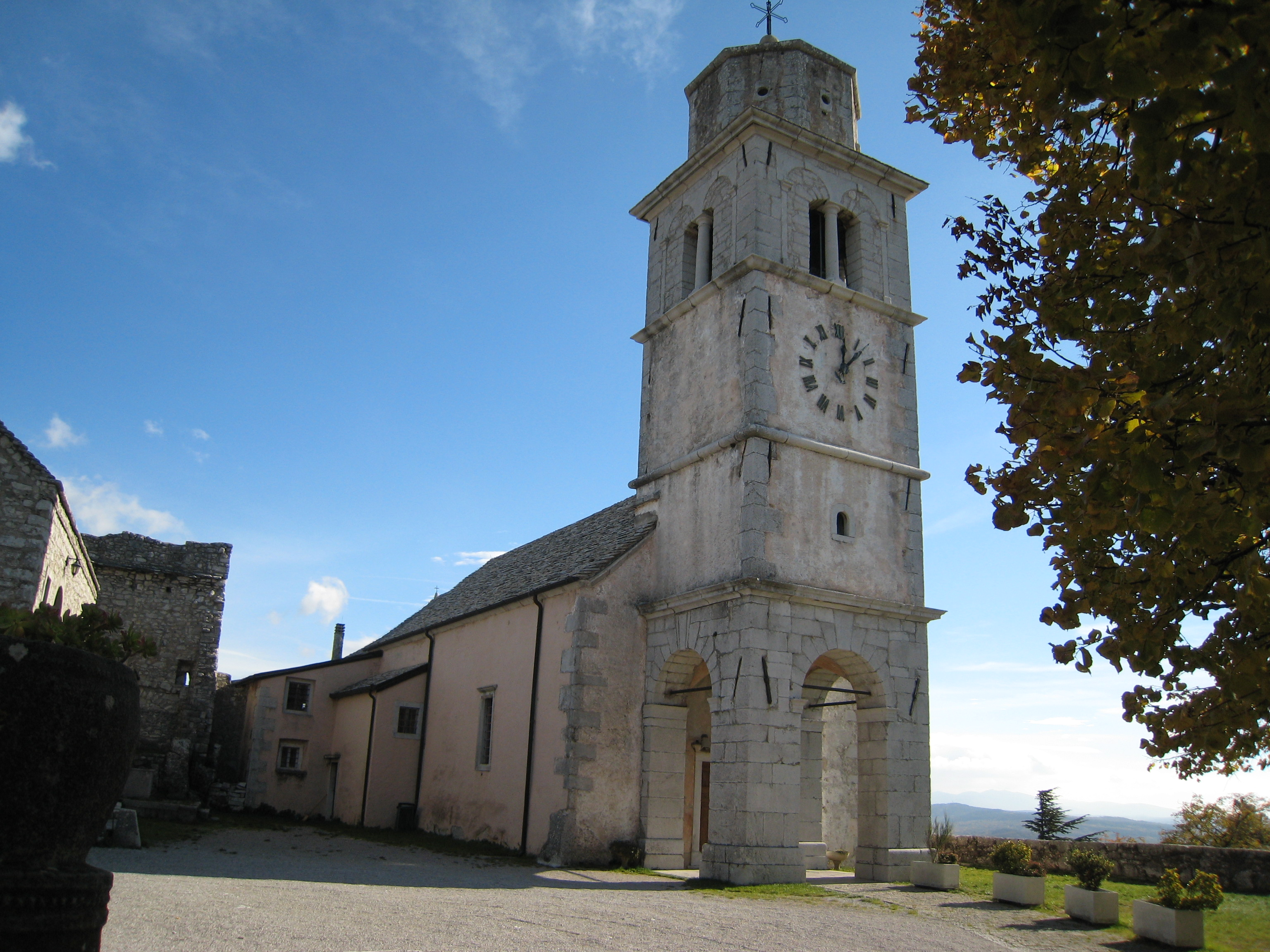
Monrupino - santuario
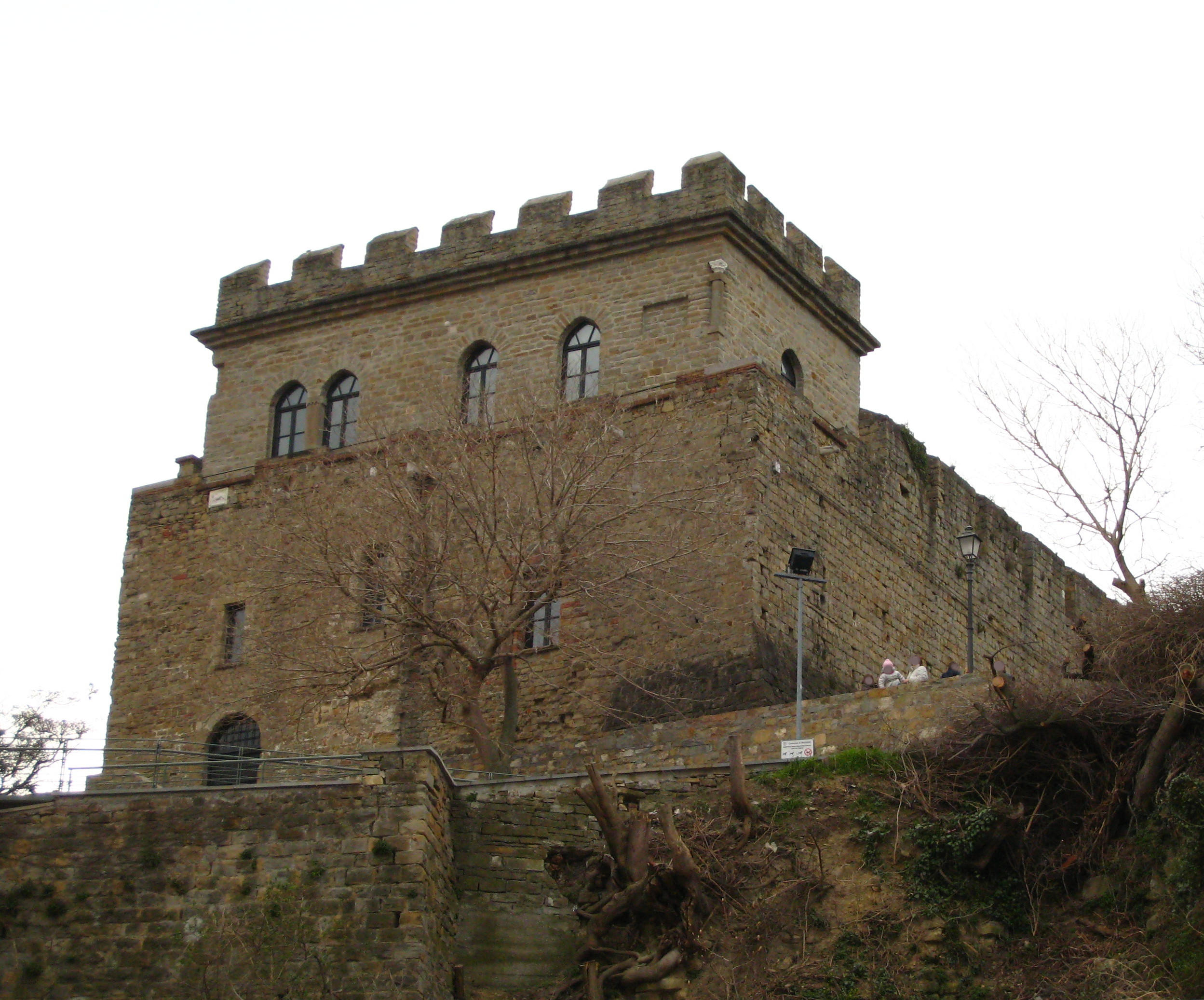
Muggia - Il Castello
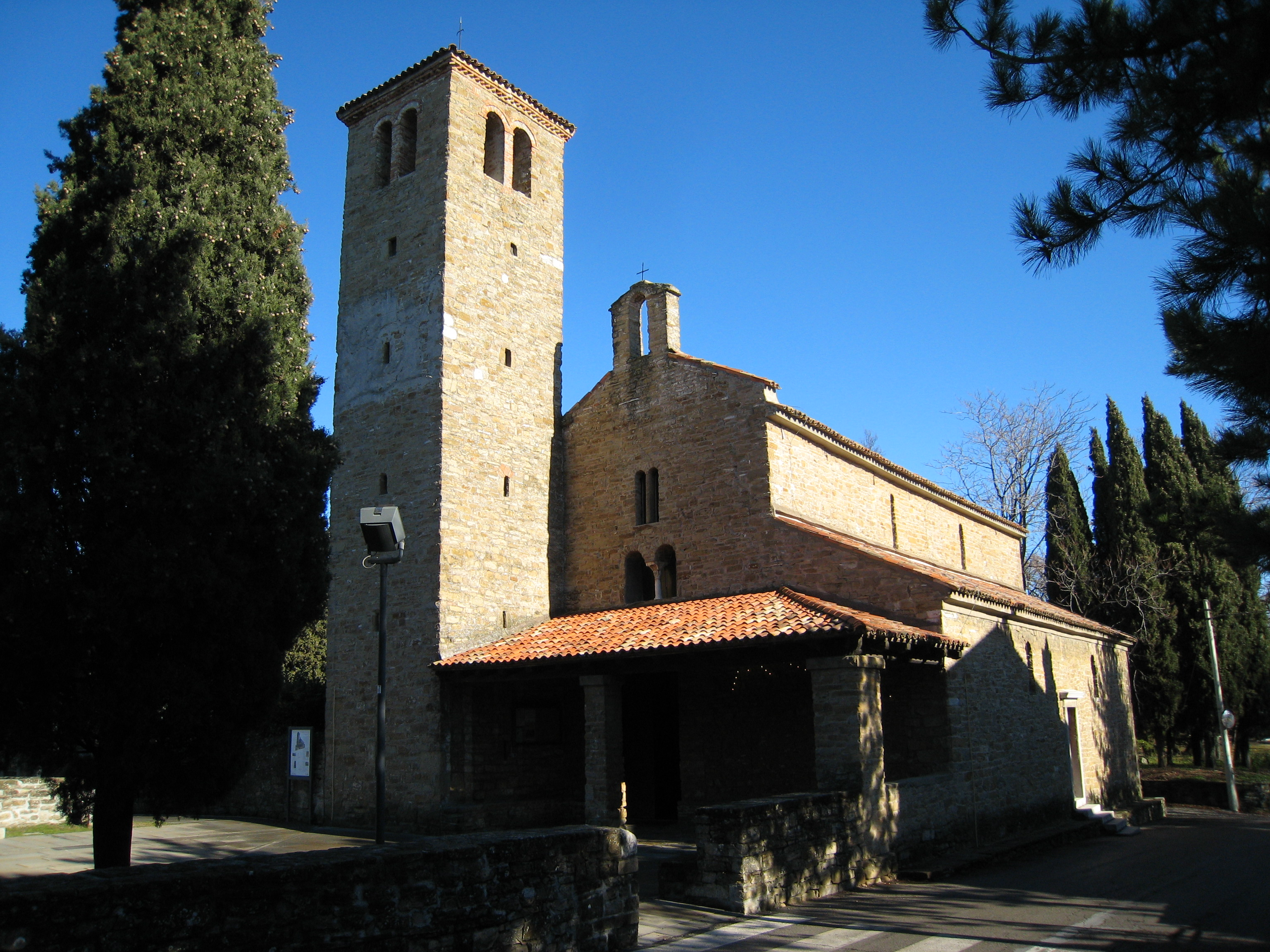
Muggia - basilica
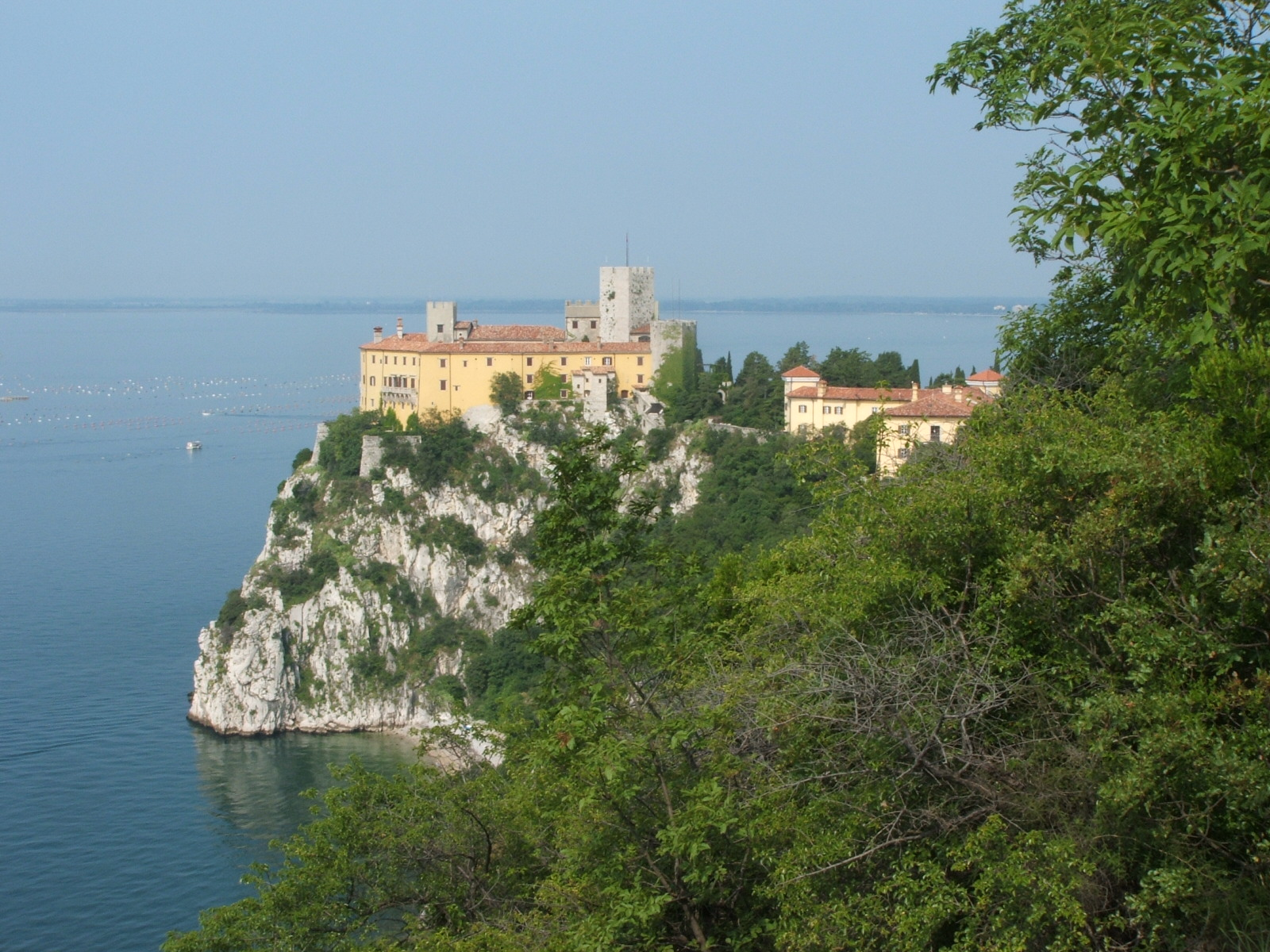
Duino - castello
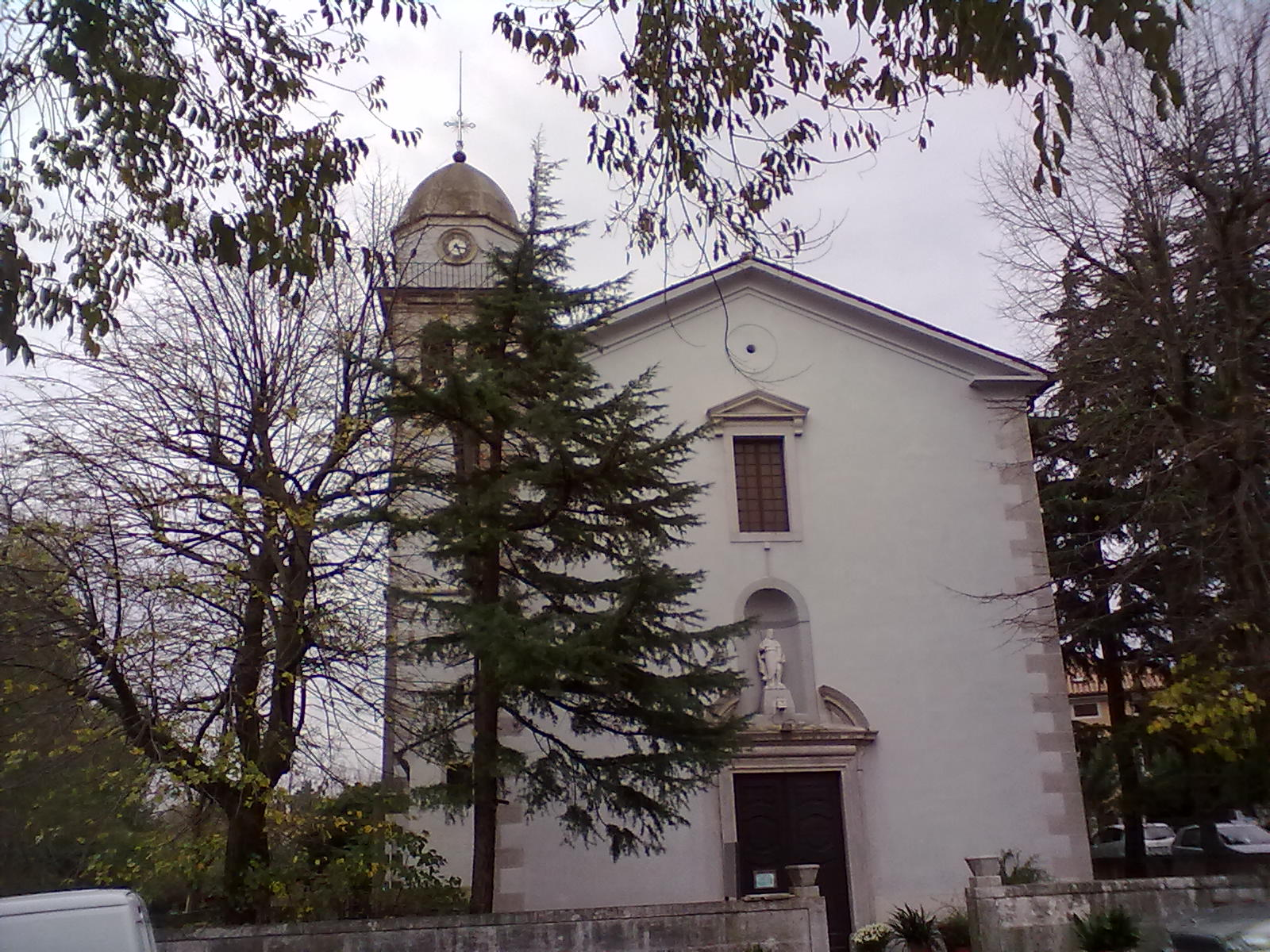
Aurisina - parrocchiale